# Teodoro (fratello di Eraclio)
Teodoro (fl. VII secolo) è stato un generale bizantino, fratello dell'Imperatore Eraclio I.

## Biografia

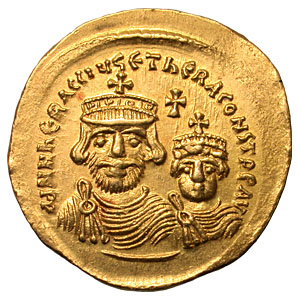
Solidus d'oro di Eraclio con il figlio Eraclio Costantino (Eraclona).

Era il figlio del generale ed esarca d'Africa Eraclio il Vecchio, e viene in genere considerato il fratello dell'imperatore Eraclio I (anche se Giovanni di Nikiu suggerisce che ne fosse il fratellastro). Subito dopo la presa del potere di Eraclio detronizzando l'imperatore Foca (r. 602–610), Teodoro fu nominato curopalates, carica cruciale che controllava l'amministrazione del palazzo e all'epoca seconda per importanza solo alla stessa carica imperiale.
Nel 612, in seguito alla destituzione e all'imprigionamento del magister militum per Orientem Prisco, il comando delle sue truppe fu affidato a Teodoro e Filippico. Verso la fine del 613, Teodoro accompagnò suo fratello in una campagna contro i Persiani Sasanidi nei pressi di Antiochia. Nonostante i successi iniziali, i Bizantini ne uscirono sconfitti e gran parte della Cilicia fu conquistata dai Persiani.
Teodoro ricompare nelle fonti nel 626, quando fu spedito con parte dell'esercito di Eraclio contro le truppe del generale persiano Shahin. Teodoro inflisse una sconfitta pesante a Shahin nell'Anatolia nordorientale, per poi salpare per Costantinopoli, che stava per essere assediata dalla coalizione avaro-sasanide. Al momento del suo arrivo l'assedio era già cessato con la sconfitta degli assedianti e si limitò a negoziare con il khagan avaro. In seguito alla conclusione della pace con lo scià persiano Kavadh II nel 628, Teodoro fu spedito come inviato dal fratello con il compito di organizzare il ritiro delle truppe persiane dalla Siria e dalla Mesopotamia settentrionale. Secondo i cronisti, le guarnigioni persiane erano riluttanti ad andarsene, nonostante Teodoro avesse portato lettere scritte da Kavadh con cui il sovrano persiano ordinava alle sue truppe di tornare in territorio persiano. A Edessa nel 629/630 la comunità ebraica locale avrebbe incoraggiato i Persiani a rimanere, costringendo i Bizantini a bombardare la città con macchine d'assedio finché i Persiani non accettarono di ritirarsi. Quando le truppe di Teodoro entrarono in città esse per rappresaglia cominciarono ad assalire e a uccidere gli Ebrei finché Eraclio, in seguito alla petizione di un ebreo che era riuscito a fuggire, ordinò la cessazione di qualunque violenza contro gli Ebrei della città.
Teodoro ricevette da Eraclio il comando delle truppe bizantine in Oriente e gli fu affidato il compito di ristabilire nella regione l'effettiva autorità imperiale. In questo ruolo Teodoro dovette fronteggiare le prime incursioni arabe nelle province bizantine. Sembrerebbe aver sottostimato tale minaccia e non fu in grado di contrastare le loro incursioni. Probabilmente era il comandante bizantino nella Battaglia di Mu'ta del 629, il primo scontro importante tra Arabi Musulmani e Bizantini. Nel 634, condusse le proprie truppe dalla Mesopotamia in Siria, dove sembrerebbe aver subito una pesante sconfitta in una battaglia nei pressi di Gabitha (forse da identificare con la Battaglia di Ajnadayn del 30 luglio, anche se altre fonti sostengono che fu sconfitto ad ottobre). Successivamente si ritirò a Edessa o ad Antiochia, dove si ricongiunse con Eraclio. Nel corso della controffensiva bizantina del 636, Teodoro, o più probabilmente il suo omonimo Teodoro Triturio, rioccupò Emesa e Damasco, che erano state evacuate dai Musulmani. Molto probabilmente non prese parte alla decisiva Battaglia dello Yarmuk del 20 agosto 636, malgrado le fonti islamiche sostengano il contrario (riportandone anche la morte nella stessa battaglia), presumibilmente facendo confusione con il sacellario omonimo Teodoro Triturio.
Il suo fallimento nel contrastare le conquiste islamiche contribuì a compromettere il rapporto con Eraclio, insieme al fatto che Teodoro aveva criticato il matrimonio controverso del fratello con sua nipote Martina. Eraclio reagì richiamando Teodoro a Costantinopoli e ordinando al figlio Eracleona di umiliarlo pubblicamente e di imprigionarlo. Tale umiliazione indusse il figlio omonimo di Teodoro a prendere parte alla fallimentare congiura ordita da Giovanni Atalarico al fine di detronizzare Eraclio nel 637. L'altro figlio di Teodoro, Gregorio, viene attestato solo nel 649, nelle fonti dipendenti da Teofilo di Edessa, come Teofane Confessore. Teofane riporta che Gregorio fu ostaggio alla corte araba in conseguenza delle condizioni del trattato negoziato da Costante II con il califfo, ma la pace collassò nel 651 quando Gregorio morì a Helioupolis.